# 同胞

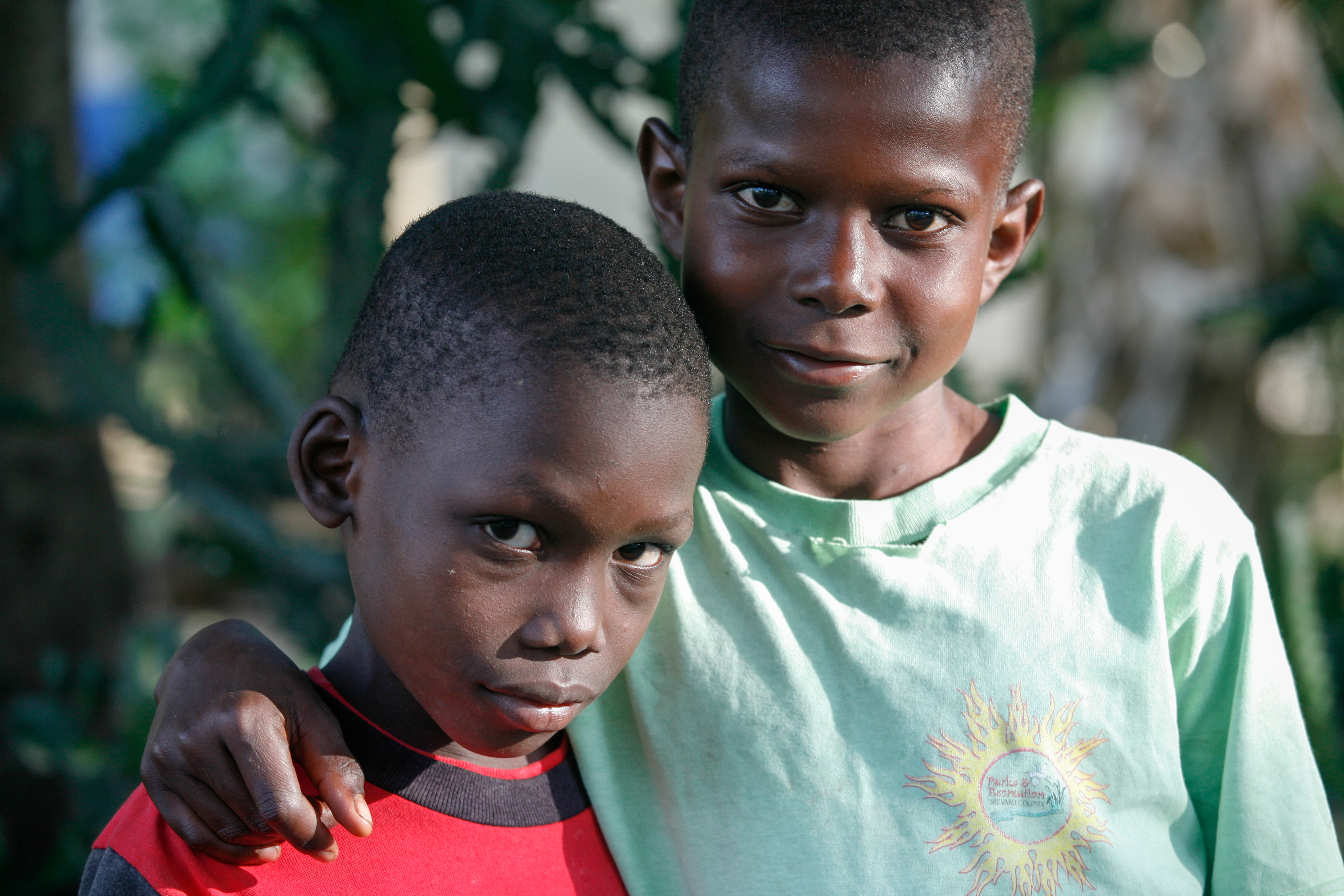
海地的一對兄弟。

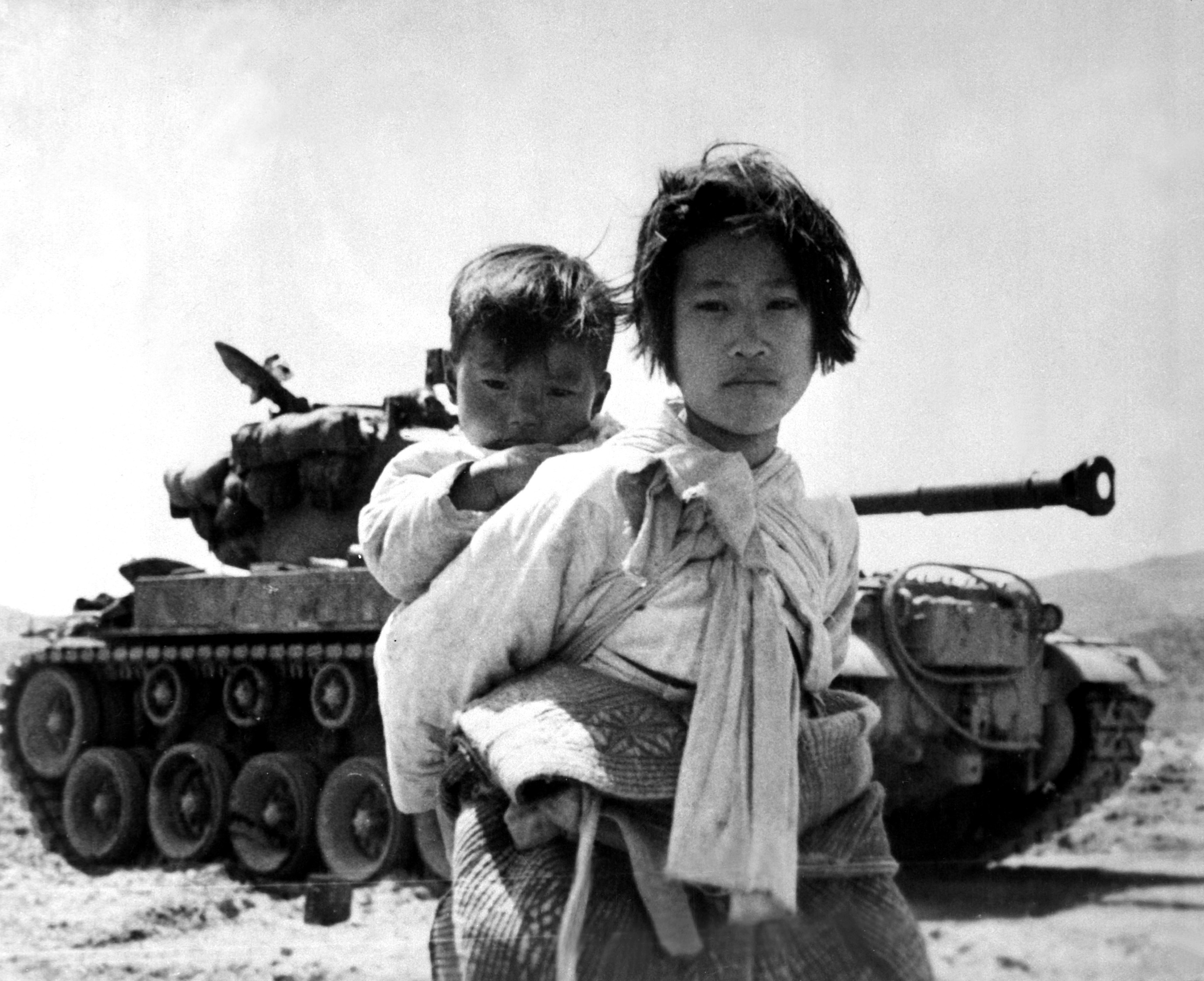
朝鲜战争期間，一名姐姐背著她的弟弟。

同胞指與自己相同父母的平輩親屬，即兄、弟、姐、妹。在漢語親屬系統中，同胞中比自己年長者，男性稱兄或哥，女性稱姊或姐，較年幼者，男性稱弟，女性稱妹；但在其他文化中有時不依年記或性別作區分。一個人的兄弟姊妹和父母組成他的核心家庭。延伸家庭的許多平輩，在漢語中也是以兄弟姊妹加上描述親疏遠近的詞稱呼，例如表姐、堂弟、族兄等。沒有親屬關係的人若年齡相近，有時也可能用兄弟姊妹來稱呼，尤其是用來表示結拜關係、尊敬、或是友好。
兄弟姊妹間的情感關係會受許多因素影響，例如父母養育方式、排行、性格等等。許多文化期待兄弟姊妹要互相扶持。在大多數文化中，兄弟姊妹在同一個家庭中一起長大，會建立堅固的情感連結。同時，兄弟姊妹也時常爭鬥，並競爭家中的資源，包括遺產。大多數文化禁止兄弟姊妹結婚，韋斯特馬克效應也造成兄弟姊妹通常不會喜歡上彼此。因為這些複雜的關係，兄弟姊妹是許多藝術作品的主題。
在遺傳學上，兄弟姊妹之間的基因有一半會因共同的遺傳來源而相同（identical by descent），同卵雙生者完全相同，同父異母或同母異父兄弟姊妹則有四分之一相同。在法律上，所有的兄弟姊妹，包括雙胞胎、同父異母、領養等等，皆視為二等親。

## 語源

### 哥哥
有些語言的哥哥兼指父親與兄長。例如上古漢語的「兄」沒有父親的意思，但最晚在唐朝，兼指父親與兄長的阿爾泰語系鮮卑語的*aqa/*akan借入了中古漢語，讀作「阿哥」/「阿干」並在口語取代了「兄」，「阿哥」丟了「阿」字成為今天通用用的「哥」。「哥」字最早出現於唐朝皇室的口中，那一方面是因為皇室的話值得記載，另一方面是因為李唐皇室母系多鮮卑人。至於其他阿爾泰語系，鄂溫克語aka「父母之弟」；蒙古語aqa「兄」；古突厥語aqa「兄」；雅庫特語aXa < aqa「父」；黑韃靼語aXa < aqa「長者，族長」。

## 稱謂

### 漢語親屬系統
在漢語親屬系統中，兄弟姊妹指的是跟自己相同父母的人。中國古代把同父異母的兄弟姊妹稱為「異母」兄弟姊妹，同母異父的稱為「外」兄弟姊妹；如果因收養、再婚，在同一核心家庭中形成沒有血緣關係的平輩继亲，稱為「繼」兄弟姊妹。 現代常常不再作此區分，直接稱為兄弟姊妹。延伸家庭的平輩在冠上「堂」、「表」、「族」、「再從」等修飾詞後，也同樣依據性別和年齡關係區分兄弟姊妹，例如在有共同祖父、同一宗族的平輩中，同宗的較年長女性稱為「堂姐」，不同宗的較年幼男性稱為「表弟」。在有些地區，堂親的稱呼可能不必加上「堂」字。
當家中平輩人數較多，同樣性別和長幼關係的人不只一位時（例如宋美齡有兩位姐姐），通常加上排行來區分，並且男女分開算，例如八個兄弟姊妹之間可能如此稱呼彼此：
|        |      | 被稱呼者 | 被稱呼者 | 被稱呼者 | 被稱呼者 | 被稱呼者 | 被稱呼者 | 被稱呼者 | 被稱呼者 |
| 長男   | 長女 | 次女     | 次男     | 三女     | 三男     |          | 么女     |          |          |
| ------ | ---- | -------- | -------- | -------- | -------- | -------- | -------- | -------- | -------- |
| 說話者 | 長男 | 我       | 大妹     | 二妹     | 二弟     | 三妹     | 三弟     | 小弟     | 小妹     |
| 說話者 | 長女 | 大哥     | 我       | 二妹     | 二弟     | 三妹     | 三弟     | 小弟     | 小妹     |
| 說話者 | 次女 | 大哥     | 大姊     | 我       | 二弟     | 三妹     | 三弟     | 小弟     | 小妹     |
| 說話者 | 次男 | 大哥     | 大姊     | 二姊     | 我       | 三妹     | 三弟     | 小弟     | 小妹     |
| 說話者 | 三女 | 大哥     | 大姊     | 二姊     | 二哥     | 我       | 三弟     | 小弟     | 小妹     |
| 說話者 | 三男 | 大哥     | 大姊     | 二姊     | 二哥     | 三姊     | 我       | 小弟     | 小妹     |
| 說話者 |      | 大哥     | 大姊     | 二姊     | 二哥     | 三姊     | 三哥     | 我       | 小妹     |
| 說話者 | 么女 | 大哥     | 大姊     | 二姊     | 二哥     | 三姊     | 三哥     | 四哥     | 我       |

### 其他親屬系統

人類學家路易斯·亨利·摩爾根區分的六大親屬系統，黃色部份為兄弟姊妹。在左中的蘇丹型和左下的愛斯基摩型中，兄弟姊妹只包括核心家庭成員，漢語也是如此。右邊為伊羅奎型、克魯型、以及歐馬哈型，將平行從表也視為兄弟姊妹。左上為夏威夷型，將所有堂親和表親都視為兄弟姊妹。

許多文化對核心家庭的平輩稱呼並不區分年齡，只區分性別，包括大多歐洲語言，例如英語中兄弟都稱為 brother，姐妹都稱為 sister，平常不會加上 older/younger 等形容詞表示年齡長幼。除了不分年齡，也有些文化不分性別，例如弟弟、妹妹在越南語中都稱為「俺（em）」，在韓語中都可稱為「同生（동생 dongsaeng）」。
有些文化對兄弟姊妹的定義也包括一部份的平輩表親和堂親，例如伊羅奎型、克魯型、以及歐馬哈型的親屬系統中，叔、伯、姨的孩子也都稱為兄弟姊妹，不和親父母的兄弟姊妹區分。夏威夷型的親屬系統進一步將舅和姑的孩子也都稱為兄弟姊妹，也就是說所有堂親和表親也都視為兄弟姊妹。中國古代也有大排行
（自曾祖父算）、中排行（自祖父算）、小排行的區別。
兄弟姊妹除了用來描述血親，有些文化中也包括某些沒有血緣關係的親戚。常見的例子是平輩的姻親，例如伴侶的兄弟姊妹（大伯、小叔、大小姑、大小舅、大小姨）以及兄弟姊妹的伴侶（嫂嫂、弟媳、姐夫、妹夫）在許多語言中也被稱作一種兄弟姊妹，例如在英語中，伴侶的兄弟姊妹以及兄弟姊妹的伴侶都稱為「法律上的兄弟姊妹」，例如妻子的姐妹和姐妹的妻子都稱為 sister-in-law，日語則稱為「義務上的兄弟姊妹」（義理の……）。在西亞的一些民族中，同一乳母的人稱為「同乳兄弟姊妹」，就如同親生兄弟姊妹一樣，不可結婚，此傳統也被寫入《古蘭經》，成為伊斯蘭教的同乳禁婚令。

### 人稱
漢語會以兄弟姊妹作為第二人稱，也就是說，會當面叫自己的家人為哥哥、姐姐、弟弟、妹妹。在古時候，以及現代較正式的文書中，也可能作為第一人稱，例如寫信給姐姐時，可能自稱為「弟」或「妹」。東亞其他語言如日語、韓語、越南語也都有這類用法。
在歐洲語言裡較少見這種用法，當面對話時更常直接稱呼平輩家人的名字，只有跟別人提到自己的家人時才會使用親屬詞彙。

### 用在家庭之外
在許多文化中，沒有血親或姻親關係的人仍可結拜為乾親，互稱為「義」或「乾」兄弟姊妹，或是經由乾父母而建立此關係。在中國古代，義結金蘭的兄弟姊妹就有如親生兄弟姊妹。在現代此儀式已簡化，有時只是關係好的兩人同意如此互稱，但沒有特別的權利義務。在北歐、北非、東南歐、菲律賓等地也都有類似文化。較知名的例子包括《三國演義》裡的桃園三結義、蒙古人成吉思汗和札木合、北歐神話中的洛基和奧丁、英國殖民官盧吉曾非洲殖民地的許多部落領導人建立這種關係。
傳統漢文化中另一個讓無血緣者建立關係的方式是拜師。因為師徒如父子，同門的平輩也會以師兄、師弟、師姐、師妹互稱。這個詞彙在現代伸延到沒有拜師關係的學校同學之間，有些地方則更常稱呼為學長、學弟、學姐、學妹，例如台灣。
在現代社會還有其他一些組織中也常用兄弟姊妹互稱，以此凝聚關係 。在黑社會中，地位較高者常尊稱為「大哥」，其他人則稱為「小弟」，人們以「兄弟」一詞代指在黑社會中活動的人。在軍隊以及一些宗教組織裡，也常用「弟兄姐妹」稱呼，在這裡，為了避開「兄弟」的黑社會意涵，會將「兄弟」二字反過來稱為「弟兄」。另外，美國大學校園的學生組織 fraternity 和 sorority 翻成中文時稱為兄弟會與姐妹會。
除了上述制度能讓沒有親屬關係的人建立類似兄弟姊妹的關係，在許多文化中，關係好的人也會「稱兄道弟」，或以「好姐妹」稱呼彼此，或是把兄弟姊妹當作一般人之間的稱呼，用來指年齡相近的人。在漢語裡一種用法是在對方的名字後面加上兄、弟、姐、妹來避免直呼姓名，形成綽號，例如小燕姐、瓜哥。又因為謙虛，有時年記比自己小的人也可能稱呼為兄或姐。在現代還有另一層考量是用較年輕的稱謂來稱讚對方的外貌，對長一輩的人仍稱姐或兄，對年記可能比自己大的人仍稱為妹或弟。在有些中文地區常用「小姐」稱呼女性，但在另外一些地區，小姐多指在特種行業工作的女性，在這個詞裡「姊」字不通用。

## 文化意義

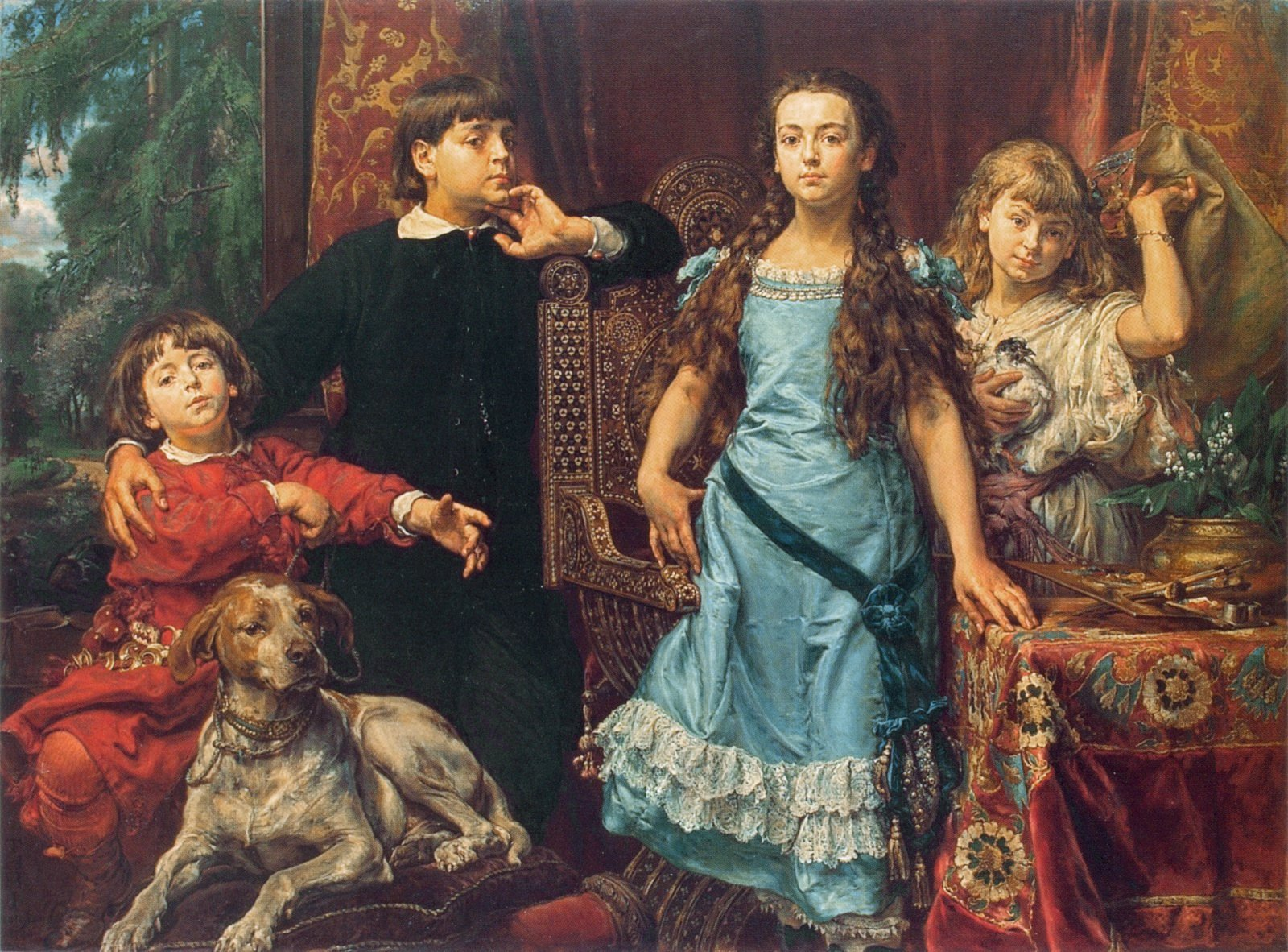
畫家揚·馬泰伊科筆下的四名兄弟姊妹，這是他的子女。（1879年）

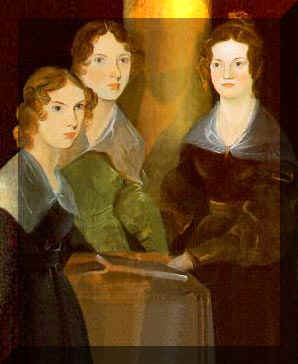
英國文學家勃朗特三姊妹畫像。（約1835年）

核心家庭可能是普世文化通則，在大多數文化中是生育和經濟生產的基本單位，在傳統社會中可能向上組成宗族、部落、民族和國家，即使在工業化的市場導向社會也仍承擔重要的功能。兄弟姊妹之間的關係往往比朋友、同事等關係更深刻。也因此有「情同手足」這樣的詞彙，用兄弟姊妹的關係來描述沒有親屬關係的人。

### 藝術作品
因為兄弟姊妹是社會以及人際關係的重要一環，且一直到近代少子化以前，大多數人都有兄弟姊妹，所以兄弟姊妹是藝術作品中的常見主題。
各地的神話、民俗故事中都有描述兄弟姊妹的複雜關係。例如北歐神話的索爾、巴德爾、和霍德爾是兄弟。在聖經和古蘭經的故事中，該隱與亞伯因為嫉妒出手謀殺兄弟，以掃因為繼承權的問題嫉妒孿生弟弟雅各，雅各在利亞和拉結姊妹之間三角戀。羅馬神話中，羅馬的奠基人羅穆盧斯與瑞摩斯是一對孿生兄弟，之後為了爭奪羅馬的控制權，羅穆斯殺死了瑞摩斯。在兒童文學中常出現兄弟姊妹的互動，例如在《灰姑娘》和《哈利波特》，兄弟姊妹讓主角遭受不公平的待遇，《三隻小豬》則描寫兄弟間因為努力程度不同而得到不同的結局。
在近代作品中，《三國演義》裡的桃園三結義建立劉備陣營的核心人物之間的同盟關係。《紅樓夢》中賈寶玉和諸多兄弟姊妹間的情感關係更是故事的主軸。莎士比亞的許多作品中也有兄弟姊妹鬩牆的情節，包括《李爾王》、《馴悍記》、《理查三世》和《皆大歡喜》等。
即使到今天，兄弟姊妹關係仍是許多文學作品的主題，例如台灣電視劇《兄弟姊妹》、日本漫畫《家有女友》、美國電影《漢娜姊妹》。奇幻背景的《冰與火之歌》中，兄弟姊妹間的互助、競爭或愛戀關係是推動劇情的重要因素。在連續劇中，常出現的情節是兩名兄弟姊妹愛上同一人形成三角關係，或戀人發現是彼此之間其實是失散的兄弟姊妹。

### 經濟活動
因為有類似的成長環境，有不少兄弟姊妹從事相同的行業，例如英國文學家勃朗特三姊妹、馬來西亞羽球員西迪兄弟。在傳統的家族企業中，兄弟姊妹有機會一起繼承同一份事業。
因為對彼此信任，兄弟姊妹常是事業上的伙伴，例如美國的發明家萊特兄弟、導演華卓斯基姐妹、木匠兄妹樂團、朗茲塔兄弟幫，法國發明家盧米埃兄弟、日本音樂組合吉田兄弟、台灣的兄弟飯店（衍生出兄弟象和中信兄弟）。
另外也有些商業品牌名稱單純取兄弟姊妹的意象作商業用途，例如兄弟工業、幼兒節目YOYO家族中的人物名稱、以及包裝零食產品名稱薯條三兄弟、張君雅小妹妹等等。

### 社會期待
社會依據兄弟姊妹的性別和排行給于不同的期待。例如較年長的兄姐常成為弟妹的楷模，弟妹向兄姐學習並監督兄姐的行為。
漢文化是父系社會，男性的地位普遍高於女性，並且給年長者較大權利。長男被期望要繼承父親的事業，尤其是正妻生的嫡長子。兄長需要照顧弟妹，弟妹則需要尊重和服從兄長。
在現代西方國家進行的研究顯示父母的性別期望會影響兄弟姊妹間的互動。例如 1999 年 HcHale 等人的縱向研究顯示若父親有傳統性別觀念，兄妹或姐弟也會在家中依傳統性別角色分工，而在兄弟間弟弟會做比較多家務（但母親的態度沒有影響，且無法排除教育等共變因） 。2004 年 Croft 等人的研究發現母親通常認為自己分到的家務和照顧工作較多，而孩童若被問到以後想當爸爸還是媽媽，他們大多比較想成為相同性別的角色，但也有一定比例保持中立，而這比例也一樣取決於父親對傳統性別角色的立場。

## 繼承權
各地文化及法律對於兄弟姊妹該如何繼承遺產有許多不同觀點。乍看之下，平分最公平，但為了最大化利益，有些會指數成長的資源，例如牲畜，可能不應該平分；而且並非所有的資源都可以平分，例如皇室身份、爵位、房舍、車輛、妻妾、奴隸。
一般來說，父系社會由男性繼承，母系社會由女性繼承，但不能直接繼承的性別仍可能透過其他方式分得一部份家產，例如嫁妝。繼承權縮限至一個性別之後，接下來可能採兄終弟及或父死子繼，後者可再細分長子繼承制、幼子繼承制、諸子均分制、並可能考慮嫡庶之別。為了促進社會和諧，別傷了皇城內的和氣，這些規定常常成為法律。例如歐洲的薩利克法禁止女性繼承土地和王位，東亞許多國家曾將長子繼承制入法。現代大多國家的法律傾向規定在沒有遺囑的情況下，遺產由所有兄弟姊妹應均分，不分性別和排行，但各家庭仍可自立遺囑決定怎麼分，許多地方也仍流行傳男不傳女或由長子繼承。
在古代英美法系中，同父異母或同母異父的兄弟姊妹往往有不同的繼承權，如果父母沒有留下遺囑，異父母的兄弟姊妹會繼承不同比例的遺產，現代大多地區已經去除此法律，但美國佛羅里達州仍規定非相同父母的只能繼承一半。
繼承權問題有時會造成嚴重的衝突，21世記較有名的例子是王永慶遺產分配之爭，長子王文洋的友人汪笨湖在各大廟口以《櫻花空笑夢》歌仔戲操作輿論，另一例子是何鴻燊家族分產糾紛事件；兩例都是大量的遺產在同父異母的兄弟姊妹間造成分配問題，引發法律官司。在古代的知名例子是唐朝玄武門之變，唐高祖李淵次子李世民發動政變，殺害自己的長兄儲君李建成和四弟李元吉，之後得以繼承帝位。

## 婚配

各國對成年人兄弟姊妹合意性交的法律規範。注意：一、各國對兄弟姊妹的定義並不一致；二、有些國家未禁止同性亂倫，或另有法律禁止；三、允許性交不一定允許登記結婚。
合法
相同性別合法，不同性別為有期徒刑
不同性別合法，相同性別為有期徒刑
有期徒刑
可判無期徒刑
最高死刑

### 性交

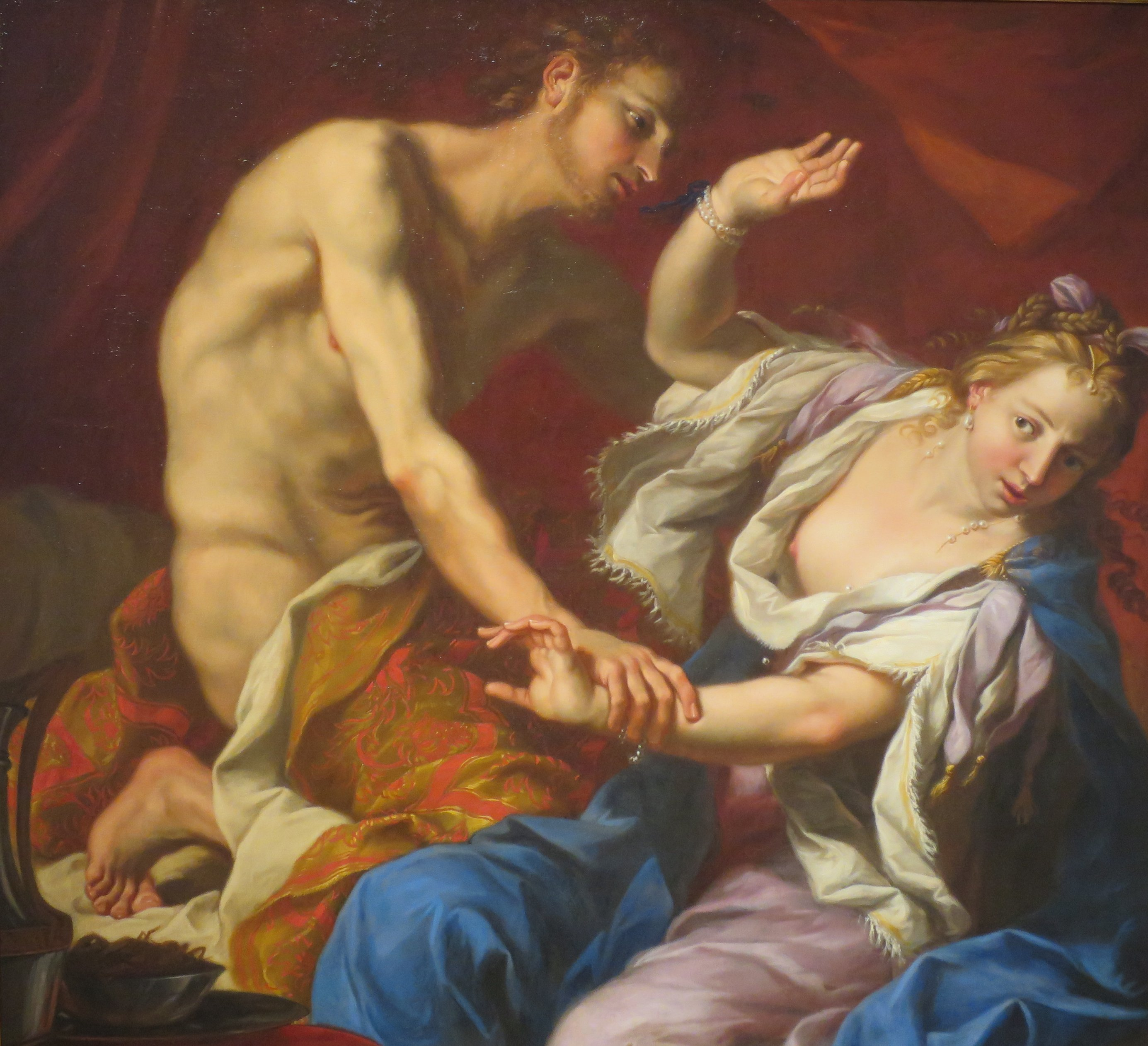
聖經故事中，暗嫩強姦他瑪，兩人是同父異母的兄妹。

兄弟姊妹間的性行為通常視為一種亂倫，在大多數文化中是禁止的，並且在許多國家有近親性行為相關的法律，兄弟姊妹若發生性行為可能受到刑罰，包括在一些國家為死刑。近年來有些歐洲國家取消了亂倫罪，但仍不允許兄弟姊妹結婚。
近親相姦罪是法律上認定的亂倫罪，存在於英國、德國、瑞士、波蘭、美國、加拿大、挪威、瑞典、臺灣、香港、北韓、越南、新加坡、馬來西亞、印度尼西亞、尼泊爾、賴比瑞亞、澳洲、紐西蘭、智利等地，但是法國、比利時、盧森堡、西班牙、葡萄牙、荷蘭、義大利、土耳其、以色列、俄羅斯、中國大陸、澳門、南韓、日本、泰國、菲律賓、印度、象牙海岸、巴西、阿根廷等地的法律則允許成年人或高於最低合法性行為年齡的人之間合意的近親性行為，至於成年人和未成年人或低於合法年齡者間的近親性行為，則多以性虐待之名認定為違法。
人類學家愛德華·韋斯特馬克發現兄弟姊妹之間對彼此往往感覺不到性吸引力，稱為韋斯特馬克效應。此現象不止存在於親生兄弟姊妹間，也會出現在沒有血緣關係的繼兄弟姊妹之間，甚至年齡相近的男女只要單純生活在一起就會產生此現象，例如在童養媳以及以色列的基布茲社群中都有觀察到，顯示此現象並非單純出自禁止亂倫的文化，更可能有生物學基礎。

### 通婚
世界上大多數的文化中都禁止兄妹或姐弟結婚，並且大部份國家也以法律明文禁止，但瑞典允許同父異母或同母異父的兄妹或姐弟結婚（不過需要瑞典政府的特別批准）。在允許同性結婚的國家，有時也以法律禁止兄弟或姐妹通婚，例如台灣、英國、法國、瑞士、希臘、澳洲、紐西蘭、加拿大、美國、智利、阿根廷等國家，但德國、荷蘭、瑞典則允許兄弟或姐妹通婚。然而，如果是沒有血緣關係的繼兄弟姐妹則不一定，例如日本、香港、德國、瑞士允許養子和養父母的親生女兒結婚，但台灣、中國大陸、南韓、英國、法國則不允許，漢文化有些地方曾流行童養媳或將女抱男，中華民國司法院在1950年代曾因此作出多次釋憲允許收養的兄妹或姐弟結婚。
「是否允許婚配」和「是否稱為兄弟姊妹」之間有一定的交互影響，不能結婚的平輩在許多文化中被通稱為兄弟姊妹。有表親通婚的文化時常會區分平行從表與交錯從表，交錯表親（姑或舅的子女）可以結婚，會被稱為表親，而平行表親（叔、伯、姨的子女）不能結婚，常被稱為兄弟姊妹。漢文化的堂親也是如此，堂親不能通婚，常被視同親兄弟姊妹，有些地方也直接稱呼為兄弟姊妹；而表親傳統上可以通婚，就總是被稱為表兄弟姊妹。

### 共夫或共妻
雖然兄弟姊妹不能和對方結婚，但有些文化允許兄弟姊妹和同一對象結婚，從而進入同一個家庭。例如有些文化有姊妹共夫制（sororal polygyny），一名男性可以同時或先後和一對姊妹結婚。在藏族和尼泊爾等地則有兄弟共妻制（fraternal polyandry），一名女性的幾名丈夫之間是兄弟關係。另外還有不少文化有收繼婚，男性過世後他的兄弟應該迎娶守寡的嫂嫂或弟媳，例如蒙古人和滿人都有此習俗。

## 生物學觀點
兄弟姊妹在親屬選擇理論上，是合作或利他行為的重要對象。但同時，兄弟姊妹也需要競爭父母的資源。
因為人類的基因為雙套，父母的每個基因是隨機二選一遺傳給後代，在兄弟姊妹之間，兩人會從父母遺傳到同一個基因的機率為 1/2，此機率稱為親緣係數；雙胞胎若是異卵雙生此機率也相同，而同卵雙生則是100%。在同父異母或同母異父的兄弟姊妹之間，此機率則為 1/4。
有些情況會造成上述數字更高，例如父母之間本來就是血親，或是同父異母的兩個母親為血親（同母異父同理）。除此之外，若看的是所有基因的親緣係數，同樣性別的兄弟姊妹親緣係數也會略高於前述數值，因為姊妹必然都遺傳到父親的同一條X染色體；兄弟必然都遺傳到父親的同一條Y染色體。
在現代生物學及心理學中，先天或後天的爭論有部份可以透過兄弟姊妹來研究。兄弟姊妹的遺傳差異因為前述各種原因所有所不同，但成長環境卻類似（尤其是同樣年齡的雙胞胎），所以科學家可以利用雙胞胎研究來判斷一群人的性狀差異有多少比例是源自遺傳差異；如果某個性狀在異卵雙胞胎之間之間的差異大於同卵雙胞胎，或是被分開養大的雙胞胎顯示出較大的差異，則可以推論這個性狀受到遺傳影響。

### 其他生物

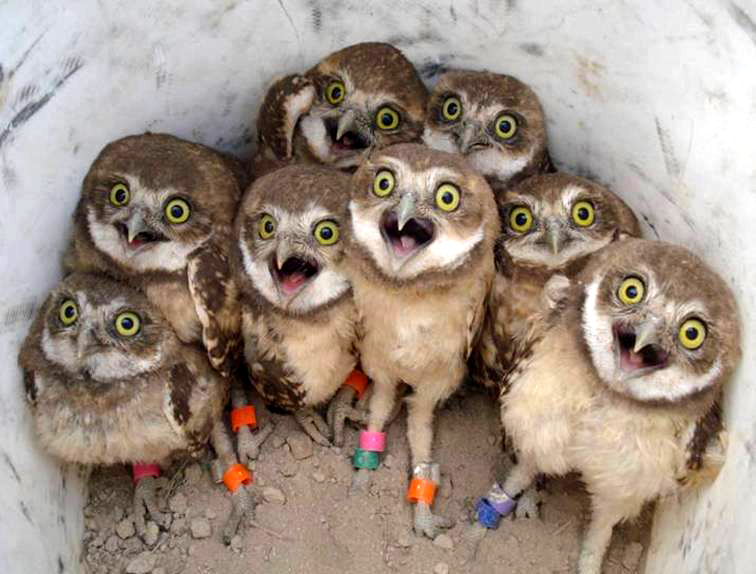
一窩穴鴞兄弟姊妹。

兄、弟、姐、妹等詞也可用來指其他生物之間的親緣關係。兄弟姊妹間的合作與競爭是演化生物學的一大研究主題。
許多動物的兄弟姊妹會合作；同一窩的工蟻和工蜂常常都是姊妹關係，這是生物學對真社會性現象的主要解釋之一。
在有些動物中，兄弟姊妹間可能發生強烈的直接攻擊，甚至殺死兄弟姊妹，這種現象常發生在牛背鷺、橙嘴藍臉鰹鳥和斑鬣狗。有些動物的幼胎會在子宮中吃掉兄弟姊妹，包括火蠑螈、鼠鲨目的鯊魚。因為許多動物的兄弟姊妹可能是同母異父，這些行為可以視為性擇中雄性競爭的延伸。

## 排行與身心發展

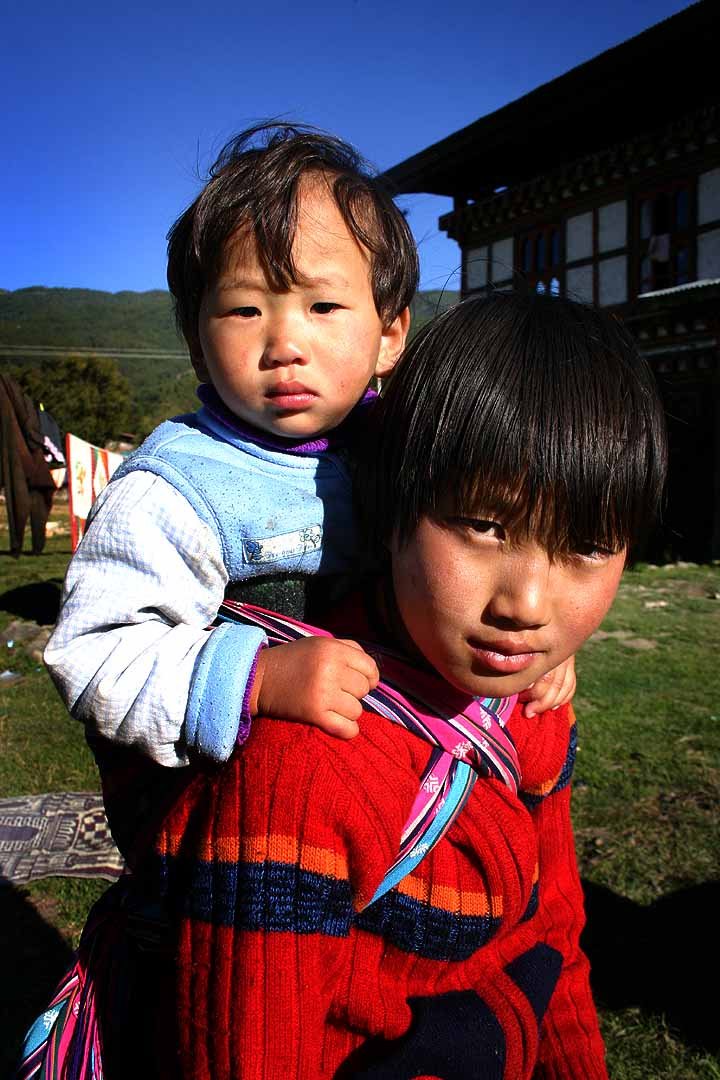
排行較長的兄姐往往需照顧他們的弟妹。

排行指的是兄弟姊妹之間出生的順序，在漢文化中通常依年記由大開始依序排到年記小的。
排行似乎與許多身心表現有相關，排行較前的人有較高的智商、身高和體重，但是其背後是否有因果關係仍不明朗。也有不少專業的心理學研究或是業餘的軼事宣稱分析不同排行對人格的影響。在許多人的印象中，長子和長女比較保守並追求較大的目標，排行中間的擅長協調，排行最小的比較外向、有人格魅力。在台灣，則有所謂的「老二哲學」，強調不與人爭第一的處事態度。
先天與後天的爭論也影響人們對此研究的觀點；出生序影響的是後天環境，而非遺傳，因此基因決定論者傾向認為排行不會影響個體發展。
雖然些的觀點由來已久，科學研究也進行了百餘年，但至今仍沒有決定性的結論。主要的問題是排行在各家庭中可能兒童產生完全不同的影響，諸如家庭大小、年齡差、父母教育方式、性別、社經背景等等全都是干擾因子，不但要排除假相關非常不容易，因果關係也很難建立。例如：兄弟姊妹越多的家庭通，常社會經濟地位較低，所以社會上排行第十的人比排行第一的人更可能來自較窮困的家庭；而在偏好男性的社會中，因為生女孩的家庭可能為了得到男孩而繼續生，而生男孩的家庭則不會這樣想，所以平均來說男性的排行可能比女性更後面。除此之外，各文化看待排行的方式以及提供的成長環境都不同，因此不易找出適用於所有文化的普世通則。基於這些原因，目前認為任何對出生序和性格、智商等方面影響的研究都欠缺可信度，有些科學家更將之視為偽科學。

### 研究史

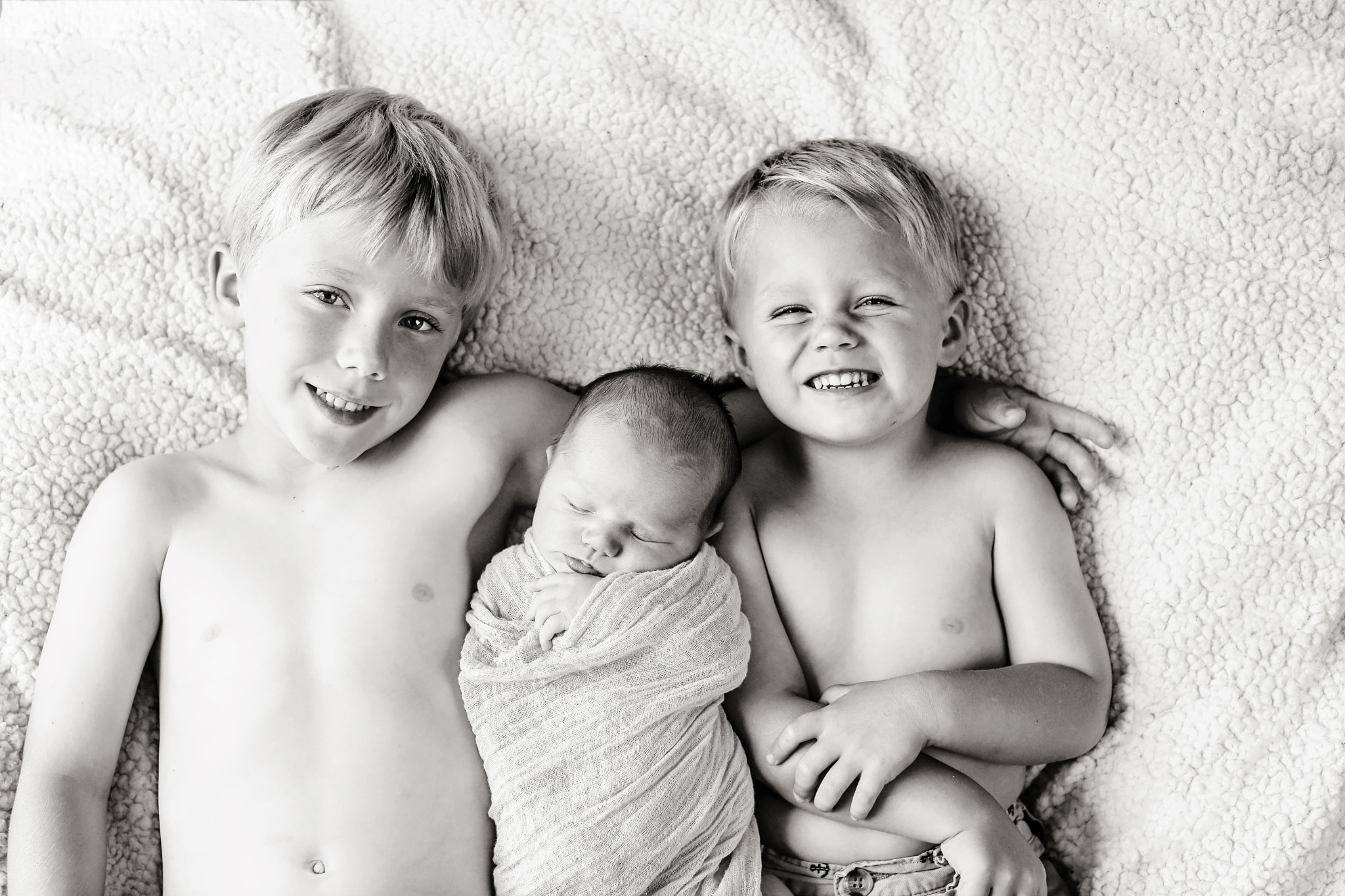
新生兒他的兩名哥哥。

在較早期的研究中主要強調傳統西方家庭體制對不同排行的期望。1874年法蘭西斯·高爾頓指出許多成功的作曲家和科學家都是長子，他提出以下三個解釋：長子繼承制讓長子有資源可以進修；長子承擔更多義務，更傾向被父母當作同伴；在資源有限的家庭中通常優先把資源分給長子 。1927年阿爾弗雷德·阿德勒則解釋長子是家中的領導者，服膺於制度和階級，重視追求目標和維護體制；次子像是家中的外人，既不是領導著也不是吸引關注的新生兒，因此努力建構獨立的身份、強調和兄弟姊妹的差異；而幼子則自知年齡經驗不如兄長，又因年幼受寵，所以擅長用花言巧語引人注目
在1970年代社會生物學和演化心理學流行後，不少學者改由生物學角度來探究，例如認為生育對母體造成一定程度的耗損，使排行較小的人在胚胎發育時得到較少資源，或是排行較高的人前幾年不用和弟弟妹妹競爭，後幾年即使需要競爭，他們也因為多了至少一年的發育時間，競爭能力較高。1975年羅伯特·扎榮茨認為長子主要因三個知識環境的優勢而發展出較高的智識能力：長子在前幾年不用和弟弟妹妹瓜分父母的關注；長子接觸更多成人的言語，而較晚出生的弟弟妹妹會接觸到哥哥姐姐較不成熟的語言；年長者常向弟弟妹妹解釋事情，因而訓練認知和語言能力。1981年 Blake 提出類似的觀點，認為隨著孩子出生，越來越多人一起瓜分父母有限的資源，因此排行較前的哥哥和姐姐會比較成功。
現代的學術綜述文章大多找不出統計上有意義的影響，或只找出非常微弱的影響。發展心理學家朱迪斯·里奇·哈里斯認為，在個別家庭內，排行或許對人格有影響，但是一旦在出了特定家庭之後，無法在家庭之間進行比較。

## 親情

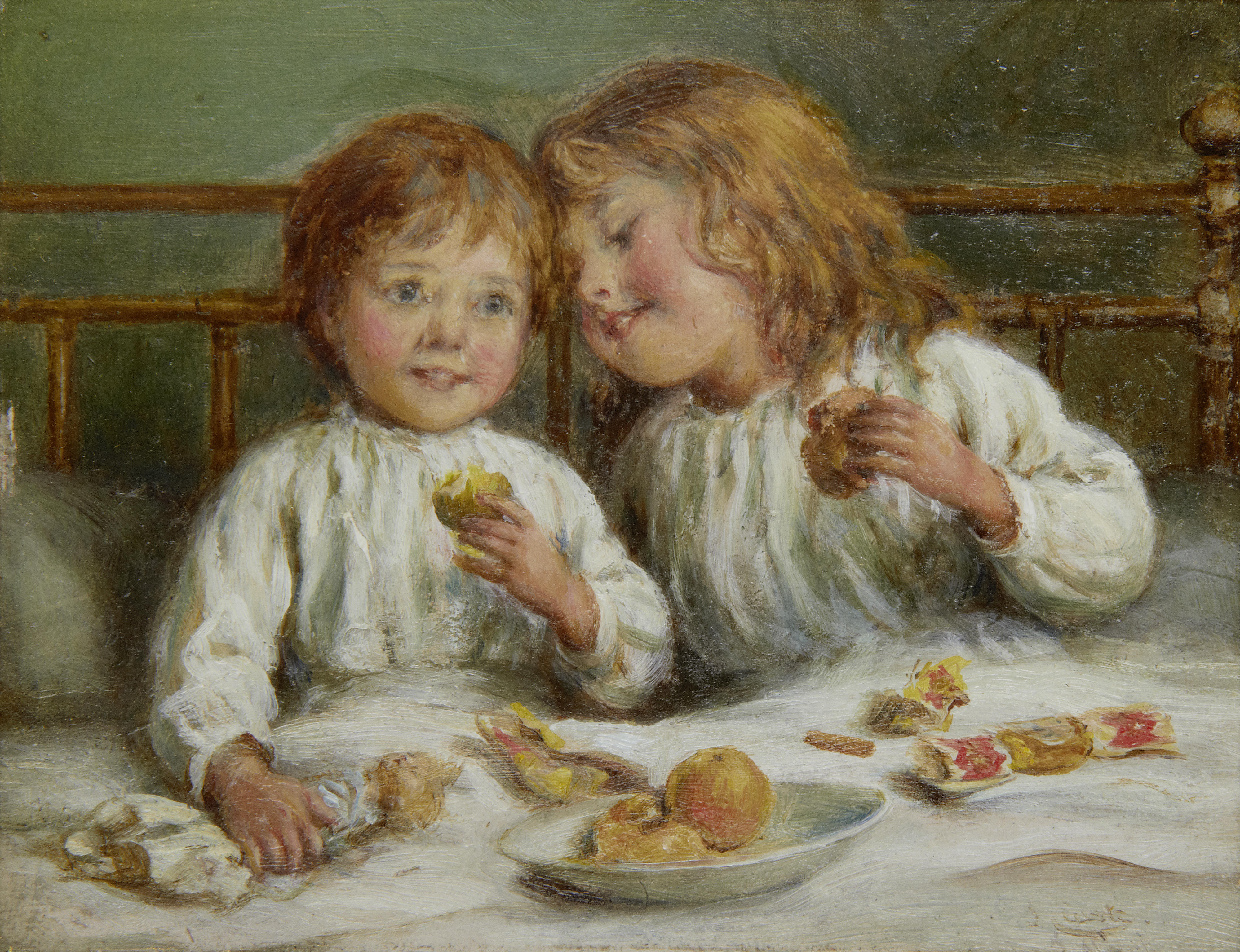
英國畫家Joseph Clark筆下的一對姊弟（約1926年）。

兄弟姊妹間的情感連結稱為親情、友愛、兄弟姊妹之愛等等，他們視彼此為伙伴，互相幫助，給予物質和精神支持。兄弟姊妹和彼此互動的時間往往比和父母互動的時間更長，他們之間的情感取決於許多因素，包括父母態度、排行、性格等等。在傳統社會，親情常常是義務，例如在印度的兄妹節（Raksha Bandhan，或譯姐弟節），女性會編一只手環給他們的兄弟，象徵兄妹或姐弟的堅固關係。但在現代工業化社會，社會漸漸允許兄弟姊妹間自行決定彼此的關係，父母也只是鼓勵孩子們互相支持。

### 幼童時期
年長者常在母親懷孕期間得知弟弟妹妹的存在，這有助於孩子的心態調適，建立較正向的關係。及早建立兄弟姊妹間的互動也有助於弟弟妹妹的心智發展。哥哥或姐姐甚至會對幼兒改用較簡單的說話方式，就如同父母常用的「嬰兒語」。茱蒂絲·鄧恩的研究顯示幼童在一歲半時就可以理解家裡的規則，該如何友善對待兄弟姊妹。
心理學的依附理論除了用來解釋幼童和父母的關係，也可以用來分析兄弟姊妹的關係。幼童可能和哥哥或姐姐間形成正向的情感，尤其若缺乏其他成人照顧時，幼童容易依賴哥哥和姐姐來得到安全感。在現代社會，兒童到一定年齡後會開始上學，有年齡差的兄弟姊妹可能因此減少接觸的機會；另一方面，弟弟妹妹在開始上學時遇到的困難可以向哥哥和姐姐求助。
有些研究顯示兄弟姊妹間的情感連結對社交能力有助益，且即使在有雙方有衝突的情況下也仍然可以有強烈的情感連結，並仍然對社交能力有助益。事實上，兄弟姊妹間的情感連結和對立衝突並非完全互斥，其影響也不會抵消。

### 青少年
當兄弟姊妹進入青少年時期，雖然仍會維持親情，但也常會增添衝突和疏離感。在西方社會的研究顯示，相較於兄弟或姊妹，兄妹和姐弟間的親情通常下降得更多。
兄弟姊妹對彼此的影響類似同儕，並可能彌補缺少朋友造成的負面影響、幫助建立自信。在進入青年後，因為更注重相近年齡者，親情的強度會再次提高，但另一方面，兄弟姊妹也可能專注於不同的生活方式而變得疏遠。
當然，兄弟姊妹的關係有有好有壞，造成的影響也有好有壞。例如哥哥和姐姐可能教導弟弟妹妹安全性行為的重要性，也可能鼓勵不安全的性行為；建全良好的互動有助於親社會行為，衝突則可能導致反社會行為。

### 成人
在許多文化中，成年的兄弟姊妹會分居，並且會發展出各自的職業、興趣、戀愛關係。但即使不再保持共同的生活經驗，兄弟姊妹往往保持親情到一直到老年。在西方工業化社會，兄弟姊妹間的社會功能類似好友，年齡近似，雙方的地位平等。另一方面，兄弟姊妹間有時能談論比較私密的話題。
居住地的距離似乎是維繫關係主要的影響因子，能時常見面的兄弟姊妹較容易維持關係，另外女性似乎也比較擅長維繫關係。見面以及各種遠距離通訊方式是維繫情感的重要方式，成年兄弟姊妹之間常見的話題包括家族事務以及回憶以前的事。然而，成年人之間的親情也可能因為各種人生際遇而快速變化，包括受到婚姻、生育、搬家、親友過世等因素而增減。

## 對立

### 較勁

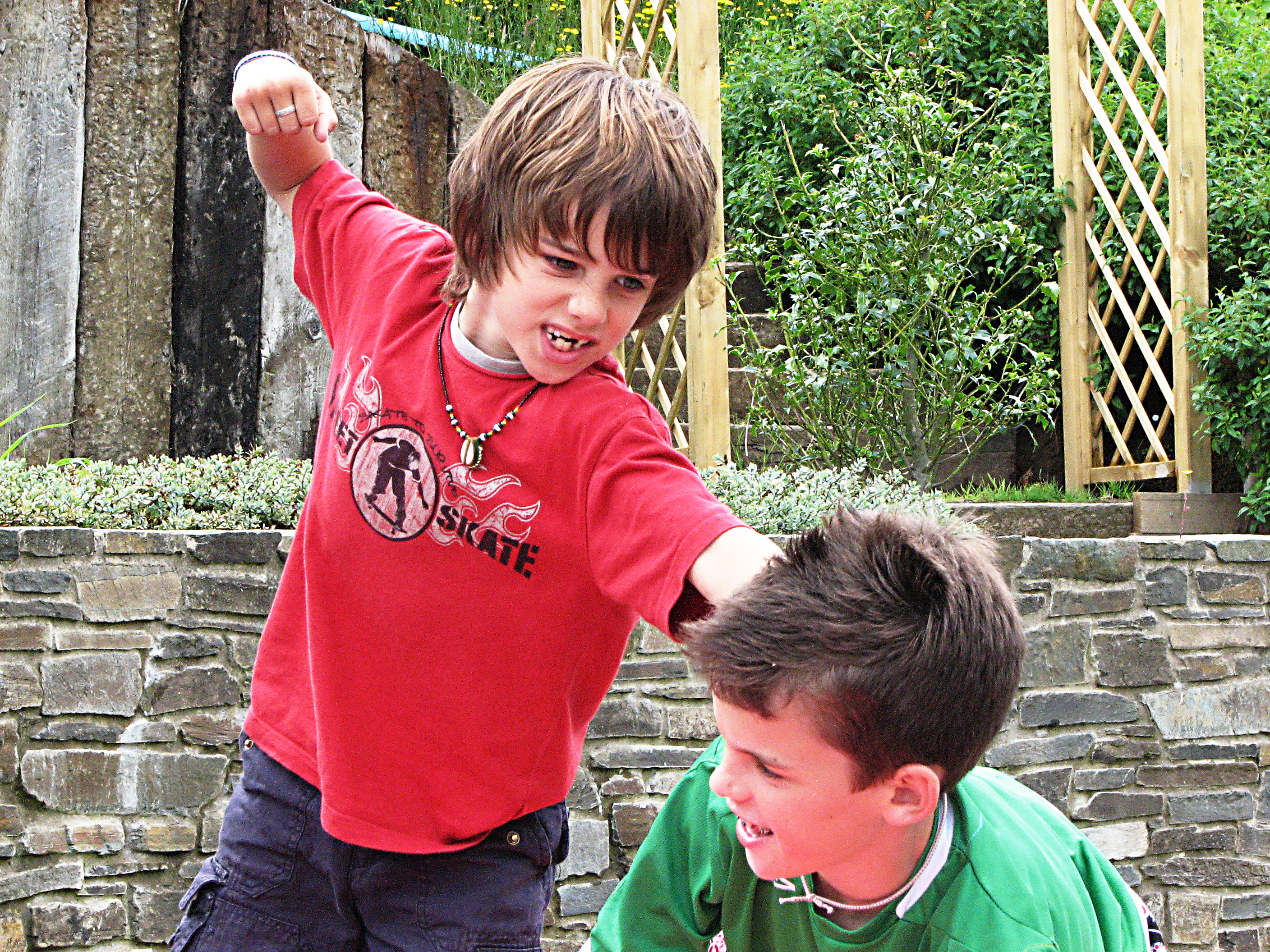
暴力的兄弟衝突。

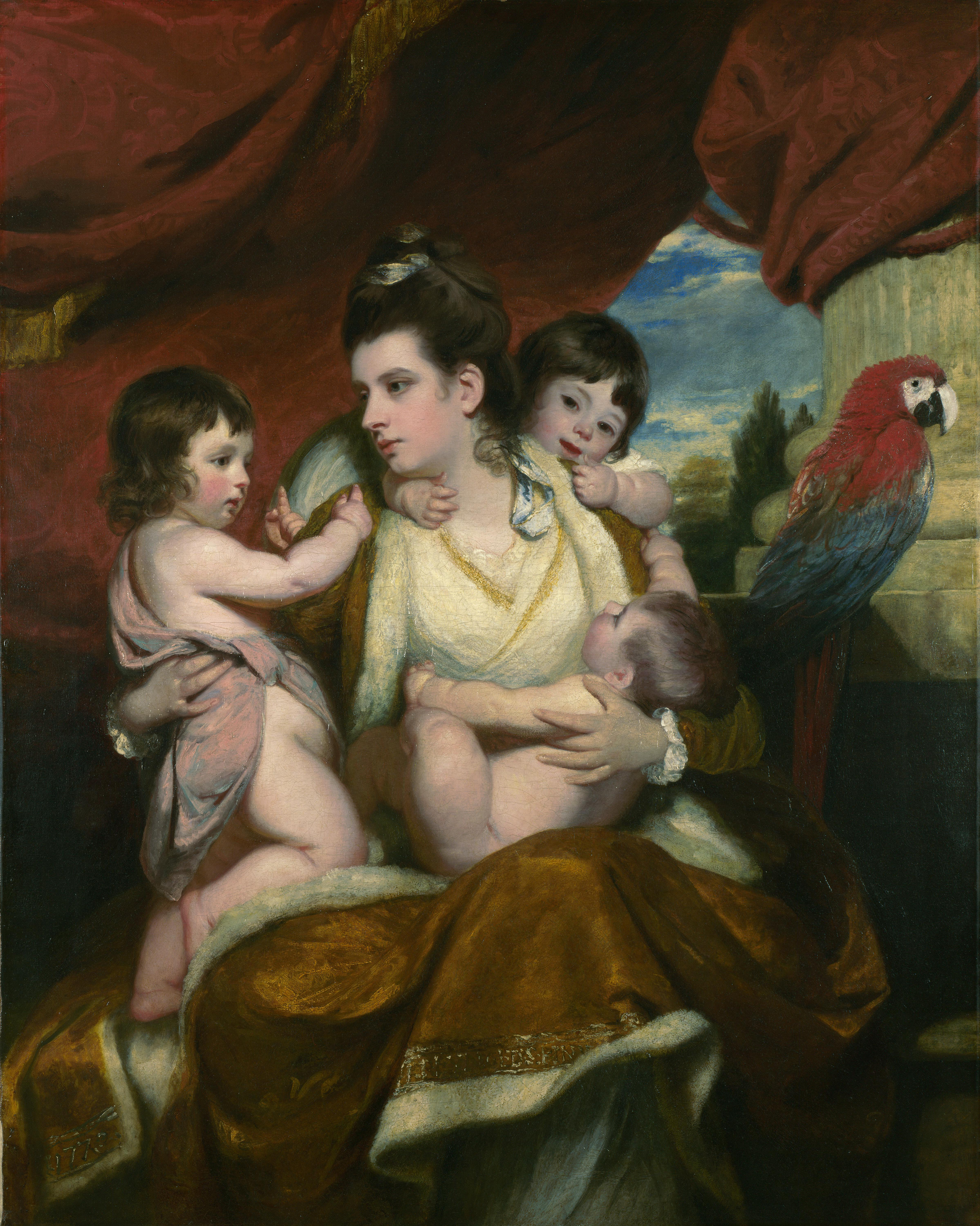
約書亞·雷諾茲的畫作《Lady Cockburn and Her Three Eldest Sons》，圖中可見三名兄弟爭取母親的關注（1773~1775年）。

兄弟姊妹的較勁往往在弟妹一出生就開始了；即使兄弟姊妹之間有親情，許多時候他們還是會時常鬥嘴或做出不友善的舉動。哥哥和姐姐對新生兒有侵略性的反應是很常見的，父母注意避免偏心可以減緩此現象。父母如果在嬰兒出生前就開始教導哥哥和姐姐，也有助於建立較正面的互動。
幼童在一歲時就可以感覺到父母的差別對待，三歲時已經可以理解複雜的社會規約，會比較自己和兄弟姊妹的相對關係。兄弟姊妹間的較勁可能維持整個童年，往往帶給父母不少壓力。在西方社會的研究顯示，兄弟姊妹的年齡較相近、性別相同、或是較聰明時，似乎更容易彼此較勁。一些心理學理論認為兒童為了定義自己的獨立身份或是為了競爭父母的注意力而競爭。當覺得父母給于不平等的對待、家中的壓力較大、或家裡允許打架解決衝突時，更容易形成較勁 。弗洛依德的過時理論用戀母情結來解釋較勁，認為兄弟是在爭奪母親的注意，姊妹是在爭奪父親的注意
兄弟姊妹在青少年時期發生爭鬥的原因和兒童時期相同，但是不管在心智還是體格上他們都更能傷害彼此。青春期的身心發展和人際關係變化也增加壓力，更容易造成更強烈的打鬥。有研究發現兄弟姊妹較勁在 10~15 歲達到最高峰。較勁也可能維持到成年，在一些研究中，三分之一的成人稱和兄弟姊妹的關係是較勁或疏離，但隨時間過去關係通常慢慢好轉。

### 嫉妒
嫉妒不是單一情感，而是包括恐懼、憤怒、難過和焦慮等感受；是因為三個人的互動所造成的複雜情感 。
孩子對父母的依附直接造成嫉妒。Volling的研究將孩童的反應分為四類：約60%的孩童是「有限探索型」，會仔細觀察父母和弟弟妹妹的互動，可能正面地加入互動，較少出現負面行為。約30%的孩童是「靠近-迴避型」，仍會觀察父母和弟弟妹妹的互動，但較少靠近，他們對新的情境更不安，更依賴父母提供安全感。約6%的孩童是「焦慮-緊貼型」，對父母和弟弟妹妹的互動有強烈地興趣，希望就近接觸父母，有時會打擾父母和弟弟妹妹的互動。約3%的孩童是「破壞型」，不太能控制負面情緒，對弟弟妹妹可能產生有侵略性的行為。
孩童對於自己能不能影響人際關係的觀點會影響他們的對兄弟姊妹的嫉妒程度和反應。如果認為自己有辦法改變父母的態度，他們可能積極和父母或兄弟姊妹互動，以期能改善關係；並且嫉妒的情感會較強、維持較久，因為他們更常思考怎麼改現前狀。如果他們認為自己無法改變情況，則比較容易放下嫉妒的感情，在行為上則可能採取迴避。
三至五歲的孩童對新生兒特別容易焦慮，可能出現行為退步或侵略性。年長的小孩因為比較成熟，所以比較能控制嫉妒等負面情感。研究也發現小孩對於兄弟姊妹和母親的關係比和父親的關係更容易嫉妒。對於此現象，可能的解釋是母親比較常照護孩子，而父親比較常處罰孩子。另外，父母間關係良好的家庭，兄弟姊妹間也較為和平，這可能是因為這些父母可以向孩子示範如何溝通和如何應對衝突 。

### 衝突
兄弟姊妹間衝突的起因可以分成兩大類：一是認為受到不公平的對待，例如覺得父母或老師偏心，二是認為對方侵犯自己的私領域，例如認為對方「超線」佔據自己的空間。
在西方國家對白人做的研究顯示兄弟姊妹間的衝突可能造成焦慮、憂鬱，影響自信和學業表現，而且親情無法抵消此影響，並可能引起其他不良行為如抽煙、翹課 。因為覺得被侵犯而引發的衝突容易造成低自信，因為覺得不公平的衝突容易造成憂鬱，並可能引發更多衝突。

### 長期影響
研究顯示長期來說，有沒有兄弟姊妹並不會影響人格和社交能力，獨生子女在社會化的過程也不會擁有任何優勢或劣勢。